# (29491) Pfaff
(29491) Pfaff ist ein Asteroid des Hauptgürtels, der am 23. November 1997 vom italo-amerikanischen Astronomen Paul G. Comba am Prescott-Observatorium (IAU-Code 684) in Arizona entdeckt wurde.
Benannt wurde der Asteroid nach dem deutschen Mathematiker Johann Friedrich Pfaff (1765–1825), der sich mit der Theorie partieller Differentialgleichungen befasste und mit den nach ihm benannten Pfaffschen Formen einen bis heute gültigen Beitrag zur Analysis der Differentialgeometrie leistete.